# L’Oréal-Unesco For Women in Science-priset
L’Oréal-Unesco For Women in Science-priset är ett vetenskapspris.
Priset har delats ut sedan 1998 och nu finns det i mer än 45 länder.

## Sverige
I Sverige utgörs juryn av medlemmar i Sveriges unga akademi, en representant från L'Oréal och 2024  ordförande Claes Gustafsson, professor i medicinsk kemi och cellbiologi och ordförande för Nobelkommittén för kemi.
I Sverige utgörs priset av 150 000 kr per mottagare och ett ettårigt mentorprogram i Sveriges unga akademis regi.  Pristagare har varit genom åren:
| År   | Namn                  | Befattning                    | Ämne                         | Lärosäte                           |
| ---- | --------------------- | ----------------------------- | ---------------------------- | ---------------------------------- |
| 2023 | Audrey Campeau        | postdoktor                    | biokemi                      | Sveriges lantbruksuniversitet, SLU |
| 2023 | Kathlén Kohn          | lektor                        | matematik, data och AI       | Kungliga Tekniska högskolan        |
| 2021 | Mariana Dalarsson     | biträdande lektor             | elektroteknik                | Kungliga Tekniska högskolan        |
| 2021 | Beatriz Villarroel    | postdoktor                    | astrofysik                   | Nordita och Stockholms universitet |
| 2019 | Aishe A. Sarshad      | forskare                      | biomedicin                   | Göteborgs universitet              |
| 2019 | Eleni Stavrinidou     | biträdande universitetslektor | organisk elektronik          | Linköpings universitet             |
| 2018 | Marianne Liebi        | forskarassistent              | kondenserade materiens fysik | Chalmers tekniska högskola         |
| 2018 | Ruth Pöttgen          | biträdande universitetslektor | partikelfysik                | Lunds universitet                  |
| 2017 | Kirsten Leistner      | forskare                      | kemiteknik                   | Chalmers tekniska högskola         |
| 2017 | Julia Uddén           | Pro Futura-forskare           | kognitiv neurovetenskap      | Stockholms universitet             |
| 2016 | Annica Black-Schaffer | docent                        | kondenserade materiens fysik | Uppsala universitet                |
| 2016 | Kristiina Tammimies   | forskare                      | neuropsykiatri               | Karolinska Institutet              |